# マルーチー

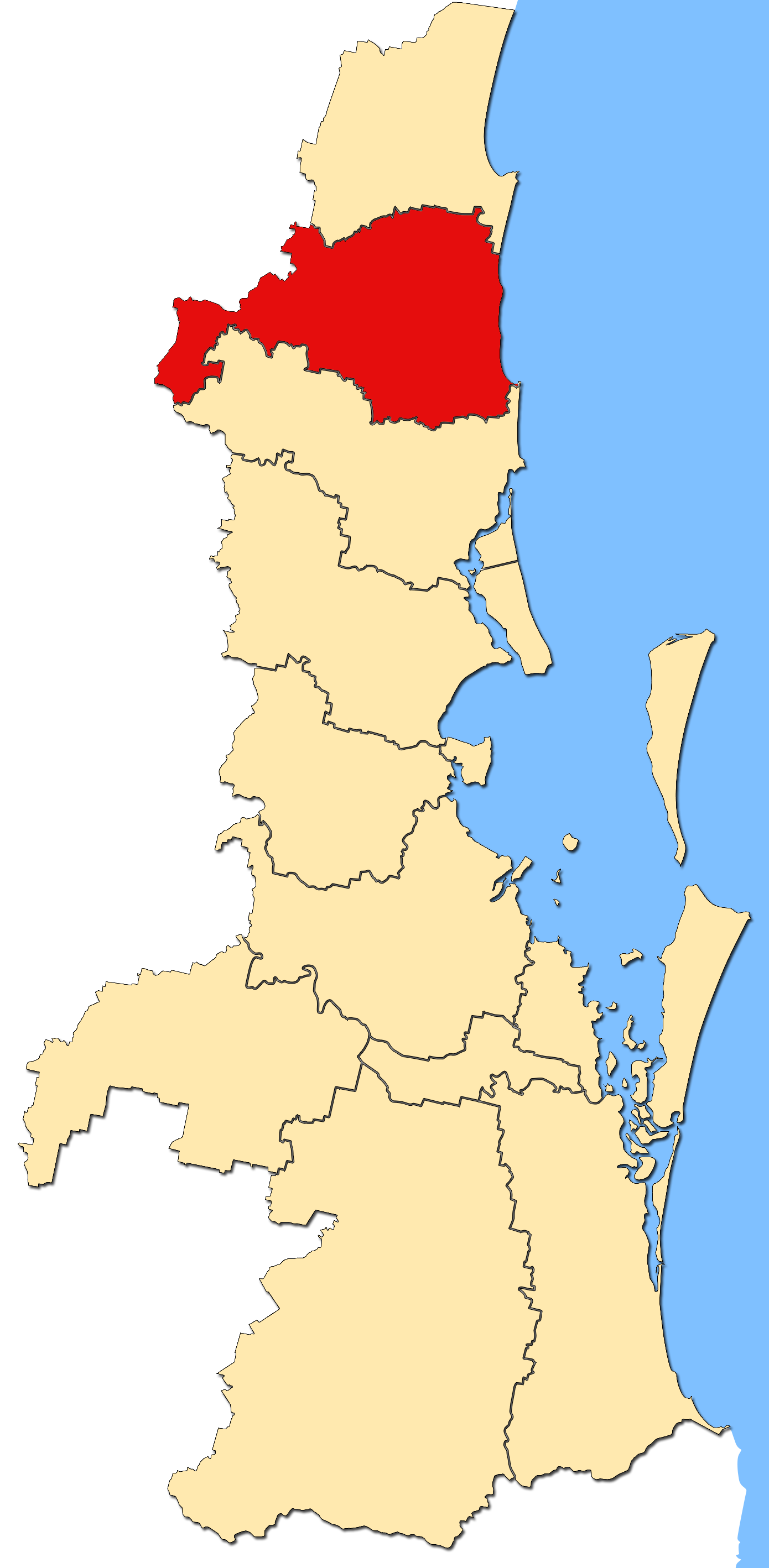
かつてのマルーチー市

マルーチー（Maroochy）はオーストラリア・クイーンズランド州のサンシャイン・コースト内にある地区。かつては独立した地方統治区域（Local Government Area）だったが、2008年に南北の隣接市（カランドラ市、ヌーサ市）と合併して、サンシャイン・コースト市（Sunshine Coast Regional Council）となった。

## 語源
マルーチーとは、アボリジニでは「黒い白鳥」を意味する「赤いくちばし(red-bill)」のこととされる。

### マルーチーの伝説
マルーチーという名前は土着の伝説に由来する。その伝説は、他の部族から来たニンデリという男が、恋敵のクーラムと結婚することになっていたマルーチーという美しい娘を彼から奪いとった物語である。
クーラムは彼女をその略奪から一度は救い出したが、ニンデリは彼らの後を追い、追いついたとき、ブーメランを投げて、クーラムの頭を一撃することに成功した。その際、彼の頭部は海の上を転がり、現在のムドゥジンバ島(Mudjimba Island)になり、クーラムの体はクーラム山(Mount Coolum)となった。ニンデリの無慈悲な行いは神の怒りにふれ、ニンデリは石に変えられてしまった。マルーチーは奥地に逃れ泣き暮れた。その涙は山を流れマルーチー川となったという。

## 経済
マルーチーはサンシャイン・コーストの経済の中心地である。特にマルーチードール(Maroochydore)はオーストラリアで最も開発の活発な地区のひとつ。

## 施設
- サンシャインコースト大学
- サンシャインコースト空港

## 町
- ナンボー(Nambour)
- マルーチードール(Maroochydore)
- ブデリム(Buderim)
- クーラム・ビーチ(Coolum Beach)
- ムールーラバ(Mooloolaba)
- ムドゥジンバ(Mudjimba)

## 姉妹都市・友好都市
- 館林市（日本）